# Zia Hussain
Zia Hussain (ur. 1 lipca 1938) – hongkoński hokeista na trawie, uczestnik Letnich Igrzysk Olimpijskich 1964.
Na igrzyskach w Tokio Hussain grał jako napastnik. Reprezentował Hongkong tylko w jednym z siedmiu spotkań (w wysoko przegranym meczu z Holandią). Sześć meczów hongkońscy hokeiści przegrali, tylko jeden zremisowali (1–1 z Niemcami). Hongkończycy zajęli ostatnie miejsce w swojej grupie i jako jedyna drużyna na turnieju nie odnieśli zwycięstwa. W klasyfikacji końcowej jego drużyna zajęła ostatnie 15. miejsce. 
Hussain był w składzie Hongkongu na Igrzyskach Azjatyckich 1962 w Dżakarcie, na których drużyna ta osiągnęła szóste miejsce (odpadli w fazie grupowej, w której wygrali tylko z Koreańczykami 2–0).